# Prionolabis atrofemorata
Prionolabis atrofemorata är en tvåvingeart som först beskrevs av Alexander 1954.  Prionolabis atrofemorata ingår i släktet Prionolabis och familjen småharkrankar. Inga underarter finns listade i Catalogue of Life.